# Cricket World Cup 1979

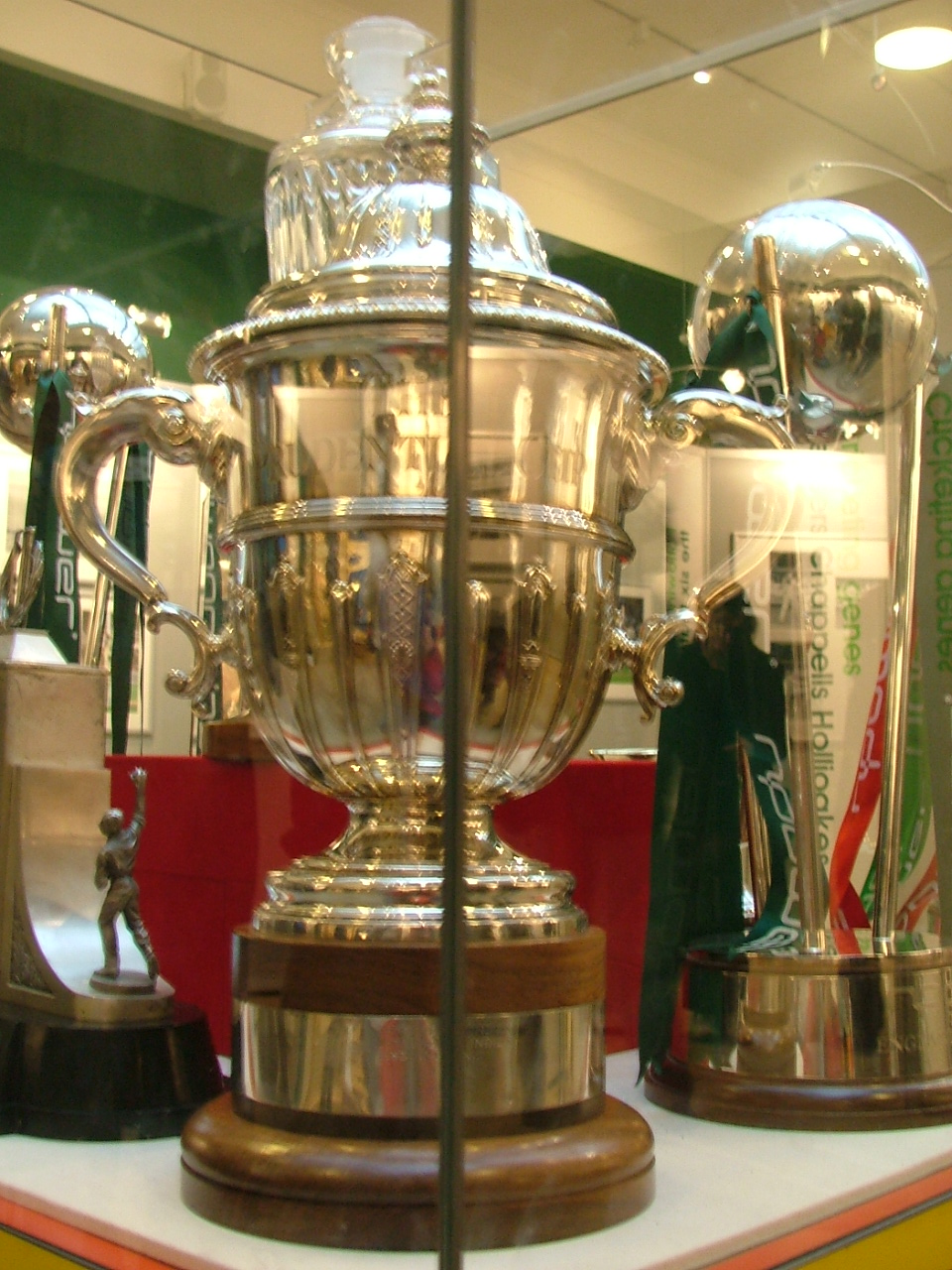
Der Prudential Cup der Cricket World Cups 1975, 1979 und 1983

Der ICC Cricket World Cup 1979 (offiziell: Prudential Cup 1979) wurde vom 9. bis zum 23. Juni 1979 in England ausgetragen. Es war der zweite Cricket World Cup im vierjährlichen Turnierzyklus im One-Day International-Format, der vom Weltverband International Cricket Conference (ICC; jetzt International Cricket Council) organisiert wird, und der zweite in England. Das Land hatte zuvor den ersten Cricket World Cup 1975 ausgetragen. Der Cricket World Cup 1979 wurde vom britischen Finanz- und Versicherungsunternehmen Prudential plc gesponsert und trägt daher den offiziellen Namen Prudential Cup 1979.
Das Turnierformat von 1975 blieb unverändert und acht Cricket-Nationalmannschaften nahmen am Cricket World Cup 1979 teil: Die damals sechs Test-Cricket-Länder (Australien, England, Indien, Neuseeland, Pakistan und die West Indies), sowie die beiden qualifizierten Mannschaften der ICC Trophy 1979 Kanada und Sri Lanka. Während des Cricket World Cup 1979 wurden 15 Spiele absolviert, darunter zwölf in der Vorrunde und drei in der Finalrunde, einschließlich des Finales. Die Mannschaften wurden in zwei Gruppen zu je vier Teams eingeteilt, wobei jedes einmal gegen die anderen der Gruppe antrat. Die beiden besten Mannschaften jeder Gruppe erreichten hiernach das Halbfinale, dessen Gewinner im Finale aufeinandertrafen. Dieser World Cup wurde im One-Day International-Format ausgetragen, wobei jedes Team jeweils ein Innings über maximal 60 Over bestritten hat. Die Mannschaften spielten in traditioneller weißer Cricket-Kleidung mit roten Bällen; alle Spiele fanden tagsüber statt und begannen demnach am frühen Morgen.
England, Neuseeland, Pakistan und die West Indies erreichten das Halbfinale. England besiegte Neuseeland und die West Indies Pakistan, wonach die Titelverteidiger West Indies den Gastgeber England im Finale im Lord’s in London mit 92 Runs besiegten und somit ihren zweiten Titel gewannen. Südafrika durfte aufgrund des Sportboykotts wegen seiner Apartheidspolitik nicht am Cricket World Cup teilnehmen. Kanada nahm erstmals an einem Cricket World Cup teil, während dies für alle anderen Mannschaften das zweite Turnier war.

## Vergabe
Nach Meinung des ICC verfügte lediglich England über die nötigen Voraussetzungen für die Austragung der ersten drei Cricket World Cups 1975, 1979 und 1983, wonach England zum Gastgeber dieser Turniere ernannt wurde.

## Teilnehmer
Die folgenden acht Mannschaften qualifizierten sich für den Cricket World Cup 1979: Australien, England (Gastgeber), Indien, Neuseeland, Pakistan und die West Indies qualifizierten sich als Vollmitglieder der International Cricket Conference mit Test-Cricket-Status automatisch für den Cricket World Cup 1979. Kanada und Sri Lanka waren die einzigen beiden teilnehmenden Mannschaften ohne Test-Cricket-Status und qualifizierten sich als Finalisten der ICC Trophy 1979. Sri Lanka erhielt 1982 Test-Cricket-Status zugesprochen. Ostafrika, das am ersten Cricket World Cup teilgenommen hatte, konnte sich nicht für dieses Turnier qualifizieren, womit – zum einzigen Mal in der Turniergeschichte – keine Mannschaft aus Afrika teilnahm.

Teilnehmende Länder des Cricket World Cups 1979; insgesamt 23 Teams nahmen teil.
Vollmitglieder der International Cricket Conference (ICC)
Qualifiziert mit der ICC Trophy 1979
In der Qualifikation gescheitert
Keine Teilnahme

| Land        | Qualifikationsgrundlage  | Turnierteilnahme | Letztmalige Teilnahme | Bestes Ergebnis    | Gruppe |
| ----------- | ------------------------ | ---------------- | --------------------- | ------------------ | ------ |
| England     | Gastgeber                | Zweite           | 1975                  | Halbfinale (1975)  | A      |
| Australien  | Vollmitglieder           | Zweite           | 1975                  | Finalist (1975)    | A      |
| Indien      | Vollmitglieder           | Zweite           | 1975                  | Vorrunde (1975)    | B      |
| Neuseeland  | Vollmitglieder           | Zweite           | 1975                  | Halbfinale (1975)  | B      |
| Pakistan    | Vollmitglieder           | Zweite           | 1975                  | Vorrunde (1975)    | A      |
| West Indies | Vollmitglieder           | Zweite           | 1975                  | Weltmeister (1975) | B      |
| Sri Lanka   | ICC Trophy 1979-Sieger   | Zweite           | 1975                  | Vorrunde (1975)    | B      |
| Kanada      | ICC Trophy 1979-Finalist | Erste            | —                     | Debüt              | A      |

## Austragungsorte
Als Austragungsorte wurden die sechs traditionellen Test-Cricket-Stadien in England ausgewählt.
| Lord’s |

| The Oval |

| Headingley |

| Edgbaston |

| Old Trafford |

| Trent Bridge |

| Lord’s |

| The Oval |

| Headingley |

| Edgbaston |

| Old Trafford |

| Trent Bridge |

## Format
Der Cricket World Cup 1979 wurde über 15 Tage zwischen acht verschiedenen Mannschaften über 15 Spiele ausgetragen. Er begann am 9. Juni 1979 mit vier gleichzeitigen Spielen. Das Turnier endete am 23. Juni im Lord’s in London mit dem Finale zwischen den West Indies und England, wobei die Windies den Prudential Cup gewannen. Dasselbe Turnierformat kam beim Cricket World Cup 1975 zur Anwendung.

### Spielplan
Die nachfolgende Tabelle zeigt das tägliche Programm des Cricket World Cup 1979. Dabei steht ein violettes Kästchen für Vorrundenspiele, ein grünes Kästchen für Finalrundenspiele und ein gelbes Kästchen für das Finale.
| \| Vorrunde Juni \| Do. 9. \| Fr. 10. \| Sa. 11. \| So. 12. \| Mo. 13. \| Di. 14. \| Mi. 15. \| Do. 16. \| Fr. 17. \| Sa. 18. \| \| --------------- \| ------- \| ------- \| ------- \| ------- \| ------- \| ------- \| ------- \| ------- \| ------- \| ------- \| \| Gruppe A \| 2 \| \| \| \| 2 \| 2 \| \| 2 \| \| \| \| Gruppe B \| 2 \| \| \| \| 2 \| \| \| 1 \| \| 1 \| \| Finalrunde Juni \| So. 19. \| Mo. 20. \| Di. 21. \| Mi. 22. \| Do. 23. \| \| \| \| \| \| \| Finalrunde \| \| 2 \| \| \| 1 \| \| \| \| \| \| | Farblegende Vorrunde Finalrunde Finale |         |         |         |         |         |         |         |         |         |
| Vorrunde Juni | Do. 9.                                 | Fr. 10. | Sa. 11. | So. 12. | Mo. 13. | Di. 14. | Mi. 15. | Do. 16. | Fr. 17. | Sa. 18. |
| Gruppe A | 2                                      |         |         |         | 2       | 2       |         | 2       |         |         |
| Gruppe B | 2                                      |         |         |         | 2       |         |         | 1       |         | 1       |
| Finalrunde Juni | So. 19.                                | Mo. 20. | Di. 21. | Mi. 22. | Do. 23. |         |         |         |         |         |
| Finalrunde |                                        | 2       |         |         | 1       |         |         |         |         |         |

### Gruppen
| Gruppe A                           | Gruppe B                                |
| ---------------------------------- | --------------------------------------- |
| Australien England Kanada Pakistan | Indien Neuseeland Sri Lanka West Indies |

### Vorrunde
Der Cricket World Cup 1979 wurde zwischen acht Nationalmannschaften ausgespielt. Für die Vorrunde wurden die Mannschaften in zwei Gruppen zu je vier Mannschaften eingeteilt mit demselben Turnierformat wie 1975. In welche Gruppe jede Mannschaft eingeteilt wurde, wurde in der Auslosung festgelegt. Jede Mannschaft bestritt ein Spiel gegen jede andere seiner Gruppe. Für einen Sieg gab es vier Tabellenpunkte, für ein Unentschieden oder No Result zwei Punkte, für eine Niederlage keinen Punkt. Hatten zwei Mannschaften dieselbe Anzahl an Tabellenpunkten, wurde der Tabellenrang anhand der Net Run Rate, gefolgt von der Net Bowl Rate und dem direkten Vergleich ermittelt.
Am Ende der Vorrunde qualifizierten sich die jeweils beiden besten einer Gruppe für die Finalrunde.

### Finalrunde
Ab dieser Phase nahm das Turnier ein K.-o.-System an, für das sich die jeweils besten beiden Mannschaften einer Gruppe qualifizierten. Jedes Spiel musste zwingend mit einem Sieg enden. Gab es nach beiden Innings keinen Sieger, wurde das Spiel am darauf folgenden Tag wiederholt.

## Umpires
Während des Turnieres wurden acht Umpires eingesetzt.
| - Dickie Bird (England) - Lloyd Budd (England) - David Constant (England) - David Evans (England) | - John Langridge (England) - Barrie Meyer (England) - Ken Palmer (England) - Alan Whitehead (England) |

## Mannschaftskader
Die Mannschaften benannten die folgenden Kader.
| ODI | ODI | ODI | ODI |
| Australien | England | Indien | Kanada |
| --- | --- | --- | --- |
| - Kim Hughes (K) - Allan Border - Rick Darling - Geoff Dymock - Andrew Hilditch - Rodney Hogg - Alan Hurst - Trevor Laughlin - Jeff Moss - Kevin Wright (wk) - Graham Yallop - Dav Whatmore                                    | - Mike Brearley (K) - Ian Botham - Geoffrey Boycott - Phil Edmonds - Mike Gatting - Graham Gooch - David Gower - Mike Hendrick - Wayne Larkins - Geoff Miller - Chris Old - Derek Randall - Bob Taylor (wk) - Bob Willis | - Srinivasaraghavan Venkataraghavan (K) - Sunil Gavaskar (VK) - Mohinder Amarnath - Bishen Bedi - Anshuman Gaekwad - Karsan Ghavri - Kapil Dev - Surinder Khanna (wk) - Brijesh Patel - Bharath Reddy - Yashpal Sharma - Yajurvindra Singh - Dilip Vengsarkar - Gundappa Viswanath     | - Bryan Mauricette (K & wk) - Charles Baksh - Robert Callender - Christopher Chappell - Franklyn Dennis - Cornelius Henry - Tariq Javed - Cecil Marshall - Jitendra Patel - Glenroy Sealy - Martin Stead - John Valentine - John Vaughan - Garnet Brisbane |
| Neuseeland | Pakistan | Sri Lanka | West Indies |
| - Mark Burgess (K) - Lance Cairns - Ewen Chatfield - Jeremy Coney - Bruce Edgar - Richard Hadlee - Geoff Howarth - Warren Lees (wk) - Brian McKechnie - John Morrison - Warren Stott - Gary Troup - Glenn Turner - John Wright | - Asif Iqbal (K) - Haroon Rashid - Hasan Jamil - Imran Khan - Iqbal Qasim - Javed Miandad - Majid Khan - Mudassar Nazar - Sadiq Mohammad - Sarfraz Nawaz - Sikander Bakht - Wasim Bari (wk) - Wasim Raja - Zaheer Abbas  | - Anura Tennekoon (K) - Bandula Warnapura (VK) - Ajit de Silva - Somachandra de Silva - Stanley de Silva - Roy Dias - Ranjan Gunatilleke - Rohan Jayasekara - Sunil Jayasinghe (wk) - Ranjan Madugalle - Duleep Mendis - Tony Opatha - Sudath Pasqual - Mevan Pieris - Sunil Wettimuny | - Clive Lloyd (K) - Faoud Bacchus - Colin Croft - Joel Garner - Larry Gomes - Gordon Greenidge - Desmond Haynes - Michael Holding - Alvin Kallicharran - Collis King - Malcolm Marshall - Deryck Murray (wk) - Viv Richards - Andy Roberts                 |

## Vorrunde
In den Tabellen finden folgende Bezeichnungen Verwendung:
- Spiele
- Siege
- Niederlagen
- NR No Result
- Punkte
- RR Run Rate

### Gruppe A
Tabelle
| Gruppe A   | Sp. | S | N | NR | P | RR    |
| ---------- | --- | - | - | -- | - | ----- |
| England    | 3   | 3 | 0 | 0  | 6 | 3.066 |
| Pakistan   | 3   | 2 | 1 | 0  | 4 | 3.602 |
| Australien | 3   | 1 | 2 | 0  | 2 | 3.164 |
| Kanada     | 3   | 0 | 3 | 0  | 0 | 1.606 |

Spiele
| 9. Juni Scorecard | Lord’s | Australien 159-9 (60)         | – | England 160-4 (47.1) |
|                   |        | England gewinnt mit 6 Wickets |   |                      |

England gewann den Münzwurf und entschied sich als Feldmannschaft zu beginnen. Als Spieler des Spiels wurde Graham Gooch ausgezeichnet.
| 9. Juni Scorecard | Headingley | Kanada 139-9 (60)              | – | Pakistan 140-2 (40.1) |
|                   |            | Pakistan gewinnt mit 8 Wickets |   |                       |

Kanada gewann den Münzwurf und entschied sich als Schlagmannschaft zu beginnen. Als Spieler des Spiels wurde Sadiq Mohammad ausgezeichnet.
| 13./14. Juni Scorecard | Trent Bridge | Pakistan 286-7 (60)          | – | Australien 197 (57.1) |
|                        |              | Pakistan gewinnt mit 89 Runs |   |                       |

Australien gewann den Münzwurf und entschied sich als Feldmannschaft zu beginnen. Als Spieler des Spiels wurde Asif Iqbal ausgezeichnet.
| 13./14. Juni Scorecard | Old Trafford | Kanada 45 (40.3)              | – | England 46-2 (13.5) |
|                        |              | England gewinnt mit 8 Wickets |   |                     |

Kanada gewann den Münzwurf und entschied sich als Schlagmannschaft zu beginnen. Als Spieler des Spiels wurde Chris Old ausgezeichnet.
| 16. Juni Scorecard | Edgbaston | Kanada 105 (33.2)                | – | Australien 106-3 (26) |
|                    |           | Australien gewinnt mit 7 Wickets |   |                       |

Australien gewann den Münzwurf und entschied sich als Feldmannschaft zu beginnen. Als Spieler des Spiels wurde Alan Hurst ausgezeichnet.
| 16. Juni Scorecard | Headingley | England 165-9 (60)          | – | Pakistan 151 (56) |
|                    |            | England gewinnt mit 14 Runs |   |                   |

Pakistan gewann den Münzwurf und entschied sich als Feldmannschaft zu beginnen. Als Spieler des Spiels wurde Mike Hendrick ausgezeichnet.

### Gruppe B
Tabelle
| Gruppe B    | Sp. | S | N | NR | P | RR    |
| ----------- | --- | - | - | -- | - | ----- |
| West Indies | 3   | 2 | 0 | 1  | 5 | 3.928 |
| Neuseeland  | 3   | 2 | 1 | 0  | 4 | 3.553 |
| Sri Lanka   | 3   | 1 | 1 | 1  | 3 | 3.558 |
| Indien      | 3   | 0 | 3 | 0  | 0 | 3.128 |

Spiele
| 9. Juni Scorecard | Edgbaston | Indien 190 (53.1)                 | – | West Indies 194-1 (53.1) |
|                   |           | West Indies gewinnt mit 9 Wickets |   |                          |

Die West Indies gewannen den Münzwurf und entschied sich als Feldmannschaft zu beginnen. Als Spieler des Spiels wurde Gordon Greenidge ausgezeichnet.
| 9. Juni Scorecard | Trent Bridge | Sri Lanka 189 (56.5)             | – | Neuseeland 190-1 (47.4) |
|                   |              | Neuseeland gewinnt mit 9 Wickets |   |                         |

Neuseeland gewann den Münzwurf und entschied sich als Feldmannschaft zu beginnen. Als Spieler des Spiels wurde Geoff Howarth ausgezeichnet.
| 13.–15. Juni Scorecard | The Oval | Sri Lanka      | – | West Indies |
|                        |          | Spiel abgesagt |   |             |

Das Spiel wurde aufgrund von Regenfäöllen trotz zweier Reservetage abgesagt.
| 13. Juni Scorecard | Headingley | Indien 182 (55.5)                | – | Neuseeland 183-2 (57) |
|                    |            | Neuseeland gewinnt mit 8 Wickets |   |                       |

Neuseeland gewann den Münzwurf und entschied sich als Feldmannschaft zu beginnen. Als Spieler des Spiels wurde Bruce Edger ausgezeichnet.
| 16./18. Juni Scorecard | Old Trafford | Sri Lanka 238-5 (60)          | – | Indien 191 (54.1) |
|                        |              | Sri Lanka gewinnt mit 47 Runs |   |                   |

Indien gewann den Münzwurf und entschied sich als Feldmannschaft zu beginnen. Als Spieler des Spiels wurde Duleep Mendis ausgezeichnet.
| 16. Juni Scorecard | Trent Bridge | West Indies 244-7 (60)          | – | Neuseeland 212-9 (60) |
|                    |              | West Indies gewinnt mit 32 Runs |   |                       |

Neuseeland gewann den Münzwurf und entschied sich als Feldmannschaft zu beginnen. Als Spieler des Spiels wurde Clive Lloyd ausgezeichnet.

## Halbfinale
| 20. Juni Scorecard | Old Trafford | England 221-8 (60)         | – | Neuseeland 212-9 (60) |
|                    |              | England gewinnt mit 9 Runs |   |                       |

Neuseeland gewann den Münzwurf und entschied sich als Feldmannschaft zu beginnen. Als Spieler des Spiels wurde Graham Gooch ausgezeichnet.
| 20. Juni Scorecard | The Oval | West Indies 293-6 (60)          | – | Pakistan 250 (56.2) |
|                    |          | West Indies gewinnt mit 43 Runs |   |                     |

Pakistan gewann den Münzwurf und entschied sich als Feldmannschaft zu beginnen. Als Spieler des Spiels wurde Gordon Greenidge ausgezeichnet.

## Finale
| 23. Juni Scorecard | Lord’s | West Indies 286-9 (60)          | – | England 194 (51) |
|                    |        | West Indies gewinnt mit 92 Runs |   |                  |

England gewann den Münzwurf und entschied sich als Feldmannschaft zu beginnen. Als Spieler des Spiels wurde Viv Richards ausgezeichnet.

## Statistiken

Ergebnis des Cricket World Cups 1979:
Sieger
Finalist
Halbfinalteilnahme
In der Gruppenphase ausgeschieden
Keine Teilnahme

Die folgenden Cricketstatistiken wurden bei diesem Turnier erzielt.
| ODIs             | ODIs        | ODIs    | ODIs    | ODIs    | ODIs    | ODIs    | ODIs    | ODIs    |
| Batting          | Batting     | Batting | Batting | Batting | Batting | Batting | Batting | Batting |
| Spieler          | Mannschaft  | Spiele  | Innings | Runs    | Average | HS      | 100s    | 50s     |
| ---------------- | ----------- | ------- | ------- | ------- | ------- | ------- | ------- | ------- |
| Gordon Greenidge | West Indies | 4       | 4       | 253     | 84,33   | 106*    | 1       | 2       |
| Viv Richards     | West Indies | 4       | 4       | 217     | 108,50  | 138*    | 1       | 0       |
| Graham Gooch     | England     | 5       | 5       | 210     | 52,50   | 71      | 0       | 2       |
| Glenn Turner     | Neuseeland  | 4       | 4       | 176     | 88,00   | 83*     | 0       | 1       |
| John Wright      | Neuseeland  | 4       | 4       | 166     | 41,50   | 69      | 0       | 1       |
| Bowling          |             |         |         |         |         |         |         |         |
| Spieler          | Mannschaft  | Spiele  | Overs   | Wickets | Average | BBI     | 5W      | 10W     |
| Mike Hendrick    | England     | 5       | 56.0    | 10      | 14,90   | 4/15    | 0       | 0       |
| Brian McKechnie  | Neuseeland  | 4       | 45.5    | 9       | 15,66   | 3/24    | 0       | 0       |
| Asif Iqbal       | Pakistan    | 4       | 47.0    | 9       | 17,44   | 4/56    | 0       | 0       |
| Chris Old        | England     | 5       | 58.0    | 9       | 17,44   | 4/8     | 0       | 0       |
| Michael Holding  | West Indies | 4       | 41.0    | 8       | 13,25   | 4/33    | 0       | 0       |
| Colin Croft      | West Indies | 4       | 43.0    | 8       | 17,50   | 3/29    | 0       | 0       |
| Joel Garner      | West Indies | 4       | 47.0    | 8       | 21,50   | 5/38    | 1       | 0       |